# Белый Немёд (посёлок)
Белый Немёд — посёлок в Троснянском районе Орловской области. Входит в состав Пенновского сельского поселения. Население 1 (2010) человек

## Общая физико-географическая характеристика
Географическое положение
По автомобильным дорогам расстояние до областного центра города Орёл составляет 97 км, до районного центра села Тросна — 29 км. Абсолютная высота 178 метров над уровнем моря.
Часовой пояс
Белый Немёд, как и вся Орловская область, находится в часовой зоне МСК (московское время). Смещение применяемого времени относительно UTC составляет +3:00.

## Население
| 2010 |
| ---- |
| 1    |

Национальный состав
Согласно результатам переписи 2002 года, в национальной структуре населения русские составляли  100% из одного человека.